# Густав Шварценеггер
Густав Шварценеггер (нім. Gustav Schwarzenegger; 17 серпня 1907 — 13 грудня 1972) — австрійський і німецький військовослужбовець, гауптфельдфебель вермахту. Батько Арнольда Шварценеггера.

## Біографія
Син Карла Шварценеггера (1872-1927) і його дружини Сесилії, уродженої Гінтерляйтнер (1878-1968). Захоплювався спортом і музикою В 1930-37 роках служив у австрійській армії, в 1937 році перейшов у поліцію. 1 травня 1938 року вступив у НСДАП. 1 травня 1939 року — в СА. З жовтня 1939 року служив у 521-му моторизованому дивізіоні польової жандармерії, який був частиною 4-ї танкової групи. Учасник боїв у Польської, Французької і Бельгійської кампаній, а також німецько-радянської війни. Страждав неодноразовими нападами малярії, тому регулярно лікувався в Лодзі. Зрештою в лютому 1944 року звільнений з вермахту за станом здоров'я і призначений поштовим інспектором Ґраца. Не знайдено жодних доказів участі Шварценеггера у воєнних злочинах. В 1947 році повернувся на службу в австрійську поліцію, де працював до кінця життя. Помер від інсульту.

## Сім'я
5 жовтня 1945 року одружився з вдовою Аурелією «Релі» Ярдни (1922—1998), перший чоловік якої загинув на війні. В шлюбі народились сини Майнгард і Арнольд.

## Нагороди
- Залізний хрест 2-го і 1-го класу
- Медаль «За зимову кампанію на Сході 1941/42»
- Нагрудний знак «За поранення» в чорному — за поранення, одержане 22 серпня 1942 року.